# Douglas J. Skinner
Douglas J. Skinner é professor de contabilidade e vice-reitor do corpo docente e Eric J. Gleacher Distinguished Service Professor of Accounting na Booth School of Business da Universidade de Chicago. Seus interesses substantivos estão em contabilidade corporativa e especificamente nas práticas de divulgação de empresas e no papel da divulgação em litígios de acionistas, relatórios financeiros corporativos, e finanças corporativas.
Ele é originário da Austrália. Ele obteve seu diploma de graduação em economia pela Universidade Macquarie e doutorado em Economia Aplicada pela Universidade de Rochester. A partir de 1989, Skinner foi professor na Ross School of Business da Universidade de Michigan até 2005, quando ingressou na Booth School of Business da Universidade de Chicago.
Ele esteve envolvido em pesquisas sobre contabilidade corporativa e finanças corporativas. Sua pesquisa levou a mudanças na Comissão de Segurança e Câmbio que abordam vantagens injustas de tempo em negociações algorítmicas de alta velocidade.

## Publicações selecionadas
- Rogers, Jonathan L.; Skinner, Douglas J.; Zechman, Sarah L. C. (1 de janeiro de 2017). «Run EDGAR Run: SEC Dissemination in a High-Frequency World». Journal of Accounting Research. 55 (2): 459–505. doi:10.1111/1475-679X.12167
- Dechow, Patricia; Skinner, Douglas J. (1 de fevereiro de 2000). «Earnings Management: Reconciling the Views of Accounting Academics, Practitioners, and Regulators»]
- Skinner, Douglas J. (1994). «Why Firms Voluntarily Disclose Bad News». Journal of Accounting Research. 32 (1): 38–60. JSTOR 2491386. doi:10.2307/2491386